# Euskaltel-Euskadi/Saison 2009
Dieser Artikel listet Erfolge und Mannschaft des Teams Euskaltel-Euskadi in der Saison 2009 auf.

## Saison 2009

### Erfolge in der UCI Europe Tour
Bei den Rennen der UCI Europe Tour im Jahr 2009 gelangen dem Team nachstehende Erfolge.
| Datum       | Rennen                     | Fahrer          |
| ----------- | -------------------------- | --------------- |
| 19. Februar | 2. Etappe Volta ao Algarve | Koldo Fernández |
| 29. März    | GP Llodio                  | Samuel Sánchez  |
| 21. Juli    | 16. Etappe Tour de France  | Mikel Astarloza |
| 31. Juli    | Circuito de Getxo          | Koldo Fernández |
| 2. August   | Subida Urkiola             | Igor Antón      |
| 5. August   | 1. Etappe Burgos-Rundfahrt | Koldo Fernández |

### Abgänge – Zugänge
| Zugänge       | Team 2008                   | Abgänge             | Team 2009         |
| ------------- | --------------------------- | ------------------- | ----------------- |
| Sergio de Lis | Orbea-Oreka S.D.A.          | Haimar Zubeldia     | Team RadioShack   |
| Mikel Nieve   | Orbea-Oreka S.D.A.          | Beñat Albizuri      | unbekannt         |
| Pablo Urtasun | Liberty Seguros Continental | Antton Luengo       | Karriereende      |
|               |                             | Jon Bru             | Karriereende      |
|               |                             | Dionisio Galparsoro | Contentpolis-AMPO |
|               |                             | Lander Aperribay    | Karriereende      |

### Mannschaft 2009
| Name                       | Geburtstag         | Herkunft |
| -------------------------- | ------------------ | -------- |
| Josu Agirre                | 23. Mai 1981       | Spanien  |
| Igor Antón                 | 2. März 1983       | Spanien  |
| Francisco Javier Aramendia | 5. Dezember 1986   | Spanien  |
| Mikel Astarloza            | 17. November 1979  | Spanien  |
| Jorge Azanza               | 16. Juni 1982      | Spanien  |
| Sergio de Lis              | 9. Mai 1986        | Spanien  |
| Koldo Fernández            | 13. September 1981 | Spanien  |
| Aitor Galdós               | 9. November 1979   | Spanien  |
| Aitor Hernández            | 24. Januar 1982    | Spanien  |
| Markel Irízar              | 5. Februar 1980    | Spanien  |
| Iñaki Isasi                | 20. April 1977     | Spanien  |
| Andoni Lafuente            | 6. September 1985  | Spanien  |
| Íñigo Landaluze            | 9. Mai 1977        | Spanien  |
| Egoi Martínez              | 15. Mai 1978       | Spanien  |
| Mikel Nieve                | 26. Mai 1984       | Spanien  |
| Juan José Oroz             | 11. Juli 1980      | Spanien  |
| Alan Pérez                 | 15. Juli 1982      | Spanien  |
| Rubén Pérez                | 30. Oktober 1981   | Spanien  |
| Samuel Sánchez             | 5. Februar 1978    | Spanien  |
| Amets Txurruka             | 10. November 1982  | Spanien  |
| Pablo Urtasun              | 29. März 1980      | Spanien  |
| Iván Velasco               | 7. Februar 1980    | Spanien  |
| Gorka Verdugo              | 4. November 1978   | Spanien  |

Mikel Astarloza wurde nach einem positiven Dopingtest im Vorfeld der Tour de France  26. Juni gesperrt.
Íñigo Landaluze wurde nach positiven Dopingtests beim Critérium du Dauphiné Libéré und einer Trainingskontrolle für zwei Jahre gesperrt.

### Tour de France
Bei der Tour de France 2009 gelangen dem Team nachstehende Erfolge.
| Nr. | Name            | Anmerkungen                                                         |
| --- | --------------- | ------------------------------------------------------------------- |
| 61  | Mikel Astarloza | : 16. Etappe; 11. der Gesamtwertung                                 |
| 62  | Igor Antón      | 66. der Gesamtwertung                                               |
| 63  | Koldo Fernández | Disqualifikation nach der 8. Etappe, Überschreitung des Zeitlimits  |
| 64  | Egoi Martínez   | : 10. – 13. Etappe; 44. der Gesamtwertung                           |
| 65  | Juan José Oroz  | 107. der Gesamtwertung                                              |
| 66  | Alan Pérez      | Disqualifikation nach der 19. Etappe, Überschreitung des Zeitlimits |
| 67  | Rubén Pérez     | 72. der Gesamtwertung                                               |
| 68  | Amets Txurruka  | Disqualifikation nach der 19. Etappe, Überschreitung des Zeitlimits |
| 69  | Gorka Verdugo   | 61. der Gesamtwertung                                               |

### Vuelta a España
Bei der Vuelta a España 2009 gelangen dem Team nachstehende Erfolge.
| Nr. | Name            | Anmerkungen                      |
| --- | --------------- | -------------------------------- |
| 1   | Samuel Sánchez  | 2. der Gesamtwertung             |
| 2   | Igor Antón      | 33. der Gesamtwertung            |
| 3   | Aitor Hernández | 5. Etappe; 96. der Gesamtwertung |
| 4   | Iñaki Isasi     | 71. der Gesamtwertung            |
| 5   | Markel Irízar   | 114. der Gesamtwertung           |
| 6   | Egoi Martínez   | 52. der Gesamtwertung            |
| 7   | Alan Pérez      | 92. der Gesamtwertung            |
| 8   | Rubén Pérez     | 98. der Gesamtwertung            |
| 9   | Amets Txurruka  | 29. der Gesamtwertung            |